# Slag bij Cowpens

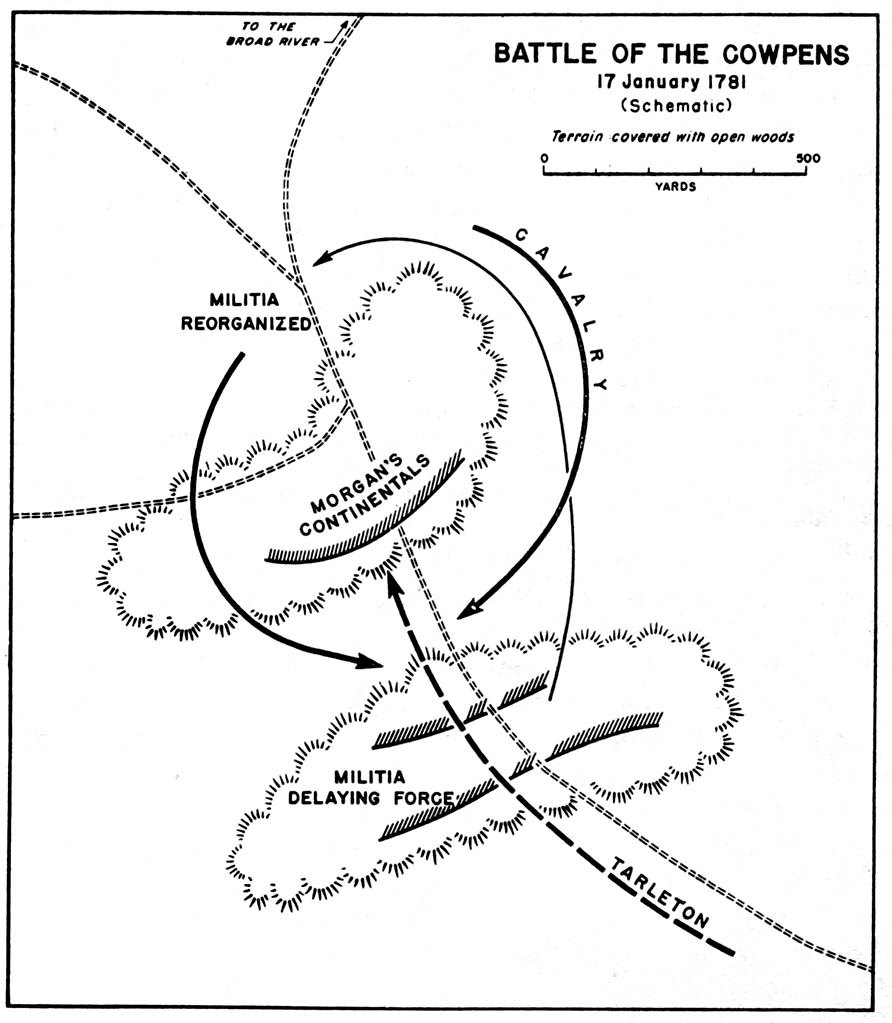
strategische kaart

De Slag bij Cowpens vond plaats op 17 januari 1781 tijdens de zuidelijke campagne van de Amerikaanse Onafhankelijkheidsoorlog bij Cowpens in South Carolina. Het werd een verpletterende overwinning voor de revolutionaire troepen onder leiding van brigadegeneraal Daniel Morgan tegen de Britse troepen van Banastre Tarleton. De veldslag werd een keerpunt in de herovering van South Carolina en staat bij de Amerikanen bekend als een van de tactische hoogtepunten van de oorlog.